# Ignacio Guerra
Ignacio del Sagrado Corazón Guerra Martorell (né le 15 septembre 1987 à Ñuñoa, Santiago) est un athlète chilien, spécialiste du lancer de javelot.
Son meilleur lancer, également record national, est de 78,69 m pour remporter les Florida Relays à Gainesville (Floride), le 1er avril 2011.